# 1963 în film
- 1962 în cinematografie — 1963 în cinematografie — 1964 în cinematografie

## Premiere
- Puic, Puic, Franța, regia Jean Girault, cu Louis de Funès și Mireille Darc

## Filmele cu cele mai mari încasări
Filmele cu cele mai mari încasări din 1963 în SUA:
| #   | Titlu                           | Studio                                   | Regizor)(i)                                | Actori principali | Încasări    |
| --- | ------------------------------- | ---------------------------------------- | ------------------------------------------ | --- | ----------- |
| 1.  | Cleopatra                       | 20th Century Fox                         | Joseph L. Mankiewicz                       | Elizabeth Taylor, Richard Burton, Rex Harrison, Roddy McDowall, Martin Landau | $57.777.778 |
| 2.  | How the West Was Won            | Metro-Goldwyn-Mayer / Cinerama           | Henry Hathaway, John Ford, George Marshall | James Stewart, Henry Fonda, Carroll Baker, Gregory Peck, Debbie Reynolds, Robert Preston, Karl Malden, George Peppard, Agnes Moorehead, Lee J. Cobb, John Wayne, Richard Widmark, Walter Brennan, Thelma Ritter, Brigid Bazlen, Harry Morgan, Carolyn Jones | $46,500,000 |
| 3.  | It's a Mad, Mad, Mad, Mad World | United Artists                           | Stanley Kramer                             | Spencer Tracy, Mickey Rooney, Jonathan Winters, Ethel Merman, Buddy Hackett, Terry-Thomas, Sid Caesar, Milton Berle, Dorothy Provine, Phil Silvers, Edie Adams, Dick Shawn, Peter Falk, Eddie "Rochester" Anderson, Jimmy Durante                           | $46,332,858 |
| 4.  | Tom Jones                       | United Artists                           | Tony Richardson                            | Albert Finney, Susannah York, Hugh Griffith, Edith Evans, Joan Greenwood, David Tomlinson | $37,600,000 |
| 5.  | Irma la Douce                   | United Artists / The Mirisch Corporation | Billy Wilder                               | Jack Lemmon, Shirley MacLaine | $25,246,588 |
| 6.  | The Sword in the Stone          | Walt Disney Productions                  | Wolfgang Reitherman                        | Rickie Sorensen, Karl Swenson, Junius Matthews, Martha Wentworth, Sebastian Cabot, Norman Alden, Thurl Ravenscroft | $22,182,353 |
| 7.  | Son of Flubber                  | Walt Disney Productions                  | Robert Stevenson                           | Fred MacMurray, Nancy Olson, Keenan Wynn, Ed Wynn, Tommy Kirk | $22,129,412 |
| 8.  | The Birds                       | Universal Pictures                       | Alfred Hitchcock                           | Tippi Hedren, Rod Taylor, Jessica Tandy, Veronica Cartwright, Suzanne Pleshette | $18,500,900 |
| 9.  | Dr. No                          | United Artists                           | Terence Young                              | Sean Connery, Ursula Andress, Joseph Wiseman, Jack Lord, Bernard Lee, Anthony Dawson, John Kitzmiller | $16,067,035 |
| 10. | The V.I.P.s                     | Metro-Goldwyn-Mayer                      | Anthony Asquith                            | Elizabeth Taylor, Richard Burton, Louis Jourdan, Maggie Smith, Orson Welles, Rod Taylor, Elsa Martinelli, Margaret Rutherford | $15,000,000 |
| 11. | McLintock!                      | United Artists                           | Andrew V. McLaglen                         | John Wayne, Maureen O'Hara, Patrick Wayne, Yvonne De Carlo, Stefanie Powers, Jack Kruschen, Chill Wills | $14,500,000 |
| 12. | Charade                         | Universal Pictures                       | Stanley Donen                              | Audrey Hepburn, Cary Grant, Walter Matthau, James Coburn, George Kennedy | $13,474,588 |
| 13. | Bye Bye Birdie                  | Columbia Pictures                        | George Sidney                              | Janet Leigh, Dick Van Dyke, Ann-Margret, Bobby Rydell, Paul Lynde, Maureen Stapleton, Jesse Pearson | $13,129,412 |
| 14. | Move Over, Darling              | 20th Century Fox                         | Michael Gordon                             | Doris Day, James Garner, Don Knotts, Polly Bergen, Thelma Ritter, Chuck Connors, Edgar Buchanan | $12,705,882 |
| 15. | Come Blow Your Horn             | Paramount Pictures                       | Bud Yorkin                                 | Frank Sinatra, Lee J. Cobb, Molly Picon, Barbara Rush | $12,000,000 |
| 16. | The Thrill of It All            | Universal Pictures                       | Norman Jewison                             | Doris Day, James Garner, Arlene Francis, Edward Andrews, Reginald Owen | $11,779,093 |
| 17. | The Great Escape                | United Artists                           | John Sturges                               | Steve McQueen, James Garner, Richard Attenborough, James Donald, Charles Bronson, Donald Pleasence, James Coburn, Hannes Messemer, David McCallum, Gordon Jackson, John Leyton, Angus Lennie, Nigel Stock, Robert Graf, Jud Taylor, William Russell         | $11,744,471 |
| 18. | The Cardinal                    | Columbia Pictures                        | Otto Preminger                             | Tom Tryon, Romy Schneider, Carol Lynley, Dorothy Gish | $11,170,588 |
| 19. | Hud                             | Paramount Pictures                       | Martin Ritt                                | Paul Newman, Patricia Neal, Brandon deWilde, Melvyn Douglas | $10,000,000 |
| 20. | 55 Days at Peking               | Allied Artists                           | Nicholas Ray                               | Charlton Heston, Ava Gardner, David Niven, Flora Robson, Leo Genn, Harry Andrews | $10,000,000 |
| 21. | Captain Newman, M.D.            | Universal Pictures                       | David Miller                               | Gregory Peck, Tony Curtis, Angie Dickinson, Robert Duvall, Eddie Albert, Bobby Darin | $8,500,000  |
| 22. | Love with the Proper Stranger   | Paramount Pictures                       | Robert Mulligan                            | Natalie Wood, Steve McQueen, Edie Adams, Herschel Bernardi, Harvey Lembeck, Tom Bosley | $7,200,000  |
| 23. | 8½                              | Columbia Pictures / Embassy Pictures     | Federico Fellini                           | Marcello Mastroianni, Claudia Cardinale, Anouk Aimée, Sandra Milo, Rossella Falk | $7,000,000  |
| 24. | Donovan's Reef                  | Paramount Pictures                       | John Ford                                  | John Wayne, Lee Marvin, Jack Warden, Elizabeth Allen, Cesar Romero | $6,600,000  |
| 25. | Crinii câmpului                 | United Artists                           | Ralph Nelson                               | Sidney Poitier, Lilia Skala, Lisa Mann, Isa Crino, Francesca Jarvis, Pamela Branch, Stanley Adams, Dan Frazer | $6,000,000  |
| 26. | Promises! Promises!             | Independent film                         | King Donovan                               | Jayne Mansfield, Marie McDonald, Tommy Noonan | $3,775,000  |

(*) După relansarea cinematografică

## Premii

### Oscar
- Cel mai bun film:
- Cel mai bun regizor:
- Cel mai bun actor:
- Cea mai bună actriță:
- Cel mai bun film străin:

Articol detaliat: Oscar 1963

### BAFTA
- Cel mai bun film:
- Cel mai bun actor:
- Cea mai bună actriță:
- Cel mai bun film străin: